# 今津運動公園野球場
今津運動公園野球場（いまづうんどうこうえんやきゅうじょう）は、福岡県福岡市西区の今津運動公園内にある野球場である。

## 概要
福岡市は福岡県の県庁所在地であるにもかかわらず、アマチュア野球で使用する球場が少ないという意見があった。そのため、福岡市は今津運動公園内に福岡市が管理する野球場としては最大規模となる観客約5000人収容の硬式野球場を建設を決定。福岡市西部の球場不足や、高競争率で利用しにくい状況の解消を目指し、2014年に着工した。完成は2017年の予定だったが、2018年に遅れた。その理由は地場企業の受注機会を増やすため、業種ごとに分離分割して発注したためで、各工事の施工ヤード（作業場）が重ならないような工場調整等が必要なこと、さらに、芝生の養生期間が1年程度必要なこと、予算の平準化への配慮などから、当初から3年計画の建設工事であったと福岡市の担当者が明かしている。開場後は九州六大学野球連盟などが使用している。

## 施設概要
- 構造：RC造3階建て（一部PC）
- 延床面積：3042.85m²
- 両翼：100m、中堅：122m
- 内野：クレー舗装、外野：天然芝
- 収容⼈数：5,700⼈（内野スタンド：1,441⼈、内野⼟盛りスタンド：2,188⼈、外野芝⽣スタンド：約2,100⼈）